# Batata harra

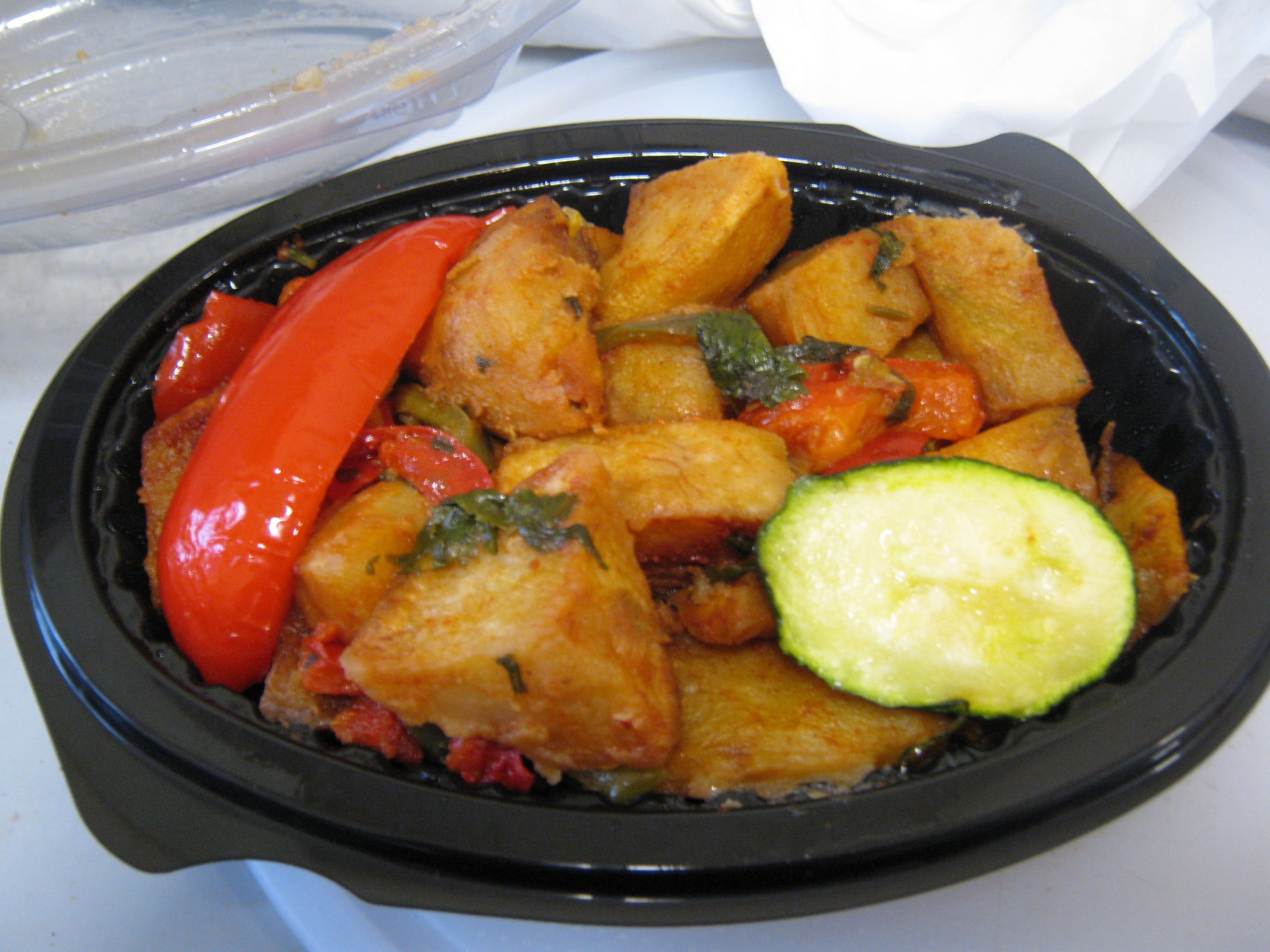
Batata harra

Batata harra (literalmente "patatas calientes") es un plato típico de la cocina libanesa. Consiste principalmente en patatas, pimiento, cilantro, chilli, y ajo que se fríe todo junto en aceite de oliva.
El Batata harra es conocido también en la cocina india como un plato vegetariano. De hecho, patatas en la India occidental se conoce como Batata, y Harra significa verde en hindi. Para preparar se cuecen patatas, se sazonan y posteriormente se fríen en aceite y semillas de comino y hojas de curry. Decorado con cilantro verde.